# Pansequito
José Cortés Jiménez, conocido artísticamente como Pansequito (La Línea de la Concepción, 8 de enero de 1945 - Bormujos, Sevilla, 17 de febrero de 2023) fue un cantaor español de flamenco de etnia gitana.

## Trayectoria artística
José Cortés nació en La Línea de la Concepción, en el ámbito de una familia de tradición flamenca, pasó su niñez en Sevilla y posteriormente en El Puerto de Santa María, que le daría el apellido artístico de sus inicios y de donde sería nombrado hijo adoptivo en 2001. Su carrera profesional se inició en los tablaos de Málaga y prosiguió en Madrid cuando, en 1963, Manolo Caracol lo contrató para trabajar en su tablao Los Canasteros.
Formó parte de la compañía de Antonio Gades, con la que cantó en países como Inglaterra, Hungría, Yugoslavia y Grecia. Considerado un renovador del flamenco de su época, obtiene en 1974 el ‘Premio a la Creatividad’ en el Concurso Nacional de Córdoba. Sobre este premio el flamencólogo jerezano Juan de La Plata escribió: "Por sonar distinto y traer un aire renovador al flamenco, fue precisamente galardonado con el Concurso Nacional de Córdoba". Es también Premio Nacional de la Cátedra de Flamencología de Jerez.
Estaba casado con la también cantaora Aurora Vargas (Sevilla, 1956) con la que ha compartido escenario en infinidad de ocasiones. Tiene una amplia discografía junto a grandes de la guitarra como Juan y Pepe Habichuela, Gerardo Núñez, Enrique de Melchor, Tomatito y Parrilla de Jerez, entre otros. 
En los últimos años participó habitualmente en el circuito de festivales andaluces y visita otros del exterior como el Festival Internacional de Mont-de-Marsan en 2007. En 2010, obtuvo el XXIV trofeo Compás del Cante en Granada. Entre sus últimas grabaciones, destacan ‘A mi bahía’ (2001) y ‘Un canto a la libertad’ (2009), producido por Diego Magallanes en la que colaboran Moraíto, Miguel Poveda y Raimundo Amador. En 2010, obtuvo el Giraldillo al Cante de la Bienal de Flamenco por "Un Canto a la Libertad". En 2018 se organizó un homenaje a su figura, pero tuvo que suspenderse.
El 17 de febrero de 2023 falleció en el Hospital San Juan de Dios del Aljarafe, a causa de un tumor cerebral. La localidad de Gines, dónde residía con su mujer desde hacía más de 30 años, declaró un día de luto oficial por su fallecimiento. Fue incinerado en el Tanatorio Mémora de Sevilla y sus cenizas trasladadas posteriormente al cementerio de El Puerto de Santa María, según declaraciones de la familia.